# Nemacheilus menoni
Nemacheilus menoni és una espècie de peix de la família dels balitòrids i de l'ordre dels cipriniformes.

## Distribució geogràfica
Es troba a l'Índia.